# 국제지진센터
국제지진센터 (International Seismological Centre) 은 1964년 설립된 비영리 단체이다. 세계의 지진 관측 정보를 모으고있다.